# André-Napoléon Fontainas
Pour les articles homonymes, voir Fontainas.
André Napoléon Fontainas (né à Bruxelles le 23 décembre 1807 et mort le 19 juillet 1863) est un homme politique belge libéral et avocat.

## Biographie
Après des études de droit à l'Université d'État de Louvain, et après avoir été échevin de l'instruction publique, il devint bourgmestre de Bruxelles de 1860 à 1863. Il fut aussi président du conseil provincial de Brabant et parlementaire.
Il était franc-maçon et fit partie des loges « Les Amis philanthropes », celle des « Vrais Amis de l'union » dont il fut vénérable maitre et de celle des « Vrais Amis et du progrès réunis »  appartenant au Grand Orient de Belgique
André Napoléon Fontainas est inhumé au cimetière de Laeken,.

## Honneurs
- Le portrait d'André Napoléon Fontainas figure en médaillon dans le fronton de la façade de la Cité Fontainas à Saint-Gilles (Bruxelles).

- Différents lieux portent son nom :
  - à Bruxelles : la place Fontainas
  - à Saint-Gilles : la Cité Fontainas
  - à Saint-Gilles : la rue Fontainas